# 岗山
岗山位于辽宁省与吉林省的省边界线上，距离新宾满族自治县新宾镇40千米，海拔1347米（一说1373米），是辽宁省最高峰。该峰位于岗山国家森林公园内，与老顶（海拔1334米）、脚印峰（海拔1322米）共同组成龙岗山三大主峰。